# Halabija
Halabija (arabsko حلبيّة‎, latinsko/grško: Zenobia, Birtha) je arheološko najdišče na desnem bregu Evfrata v guvernatu Deir ez-Zor, Sirija.
Halabija je bila utrjena v 3. stoletju n. št. med vladanjem palmirske kraljice Zenobije, po kateri se je imenovala v antiki.  Po Zenobijinem uporu proti Rimskemu cesarstvu leta 373 so Halabijo zasedli Rimljani in jo utrdili kot del rimskega Limes Arabicus, obrambnega sistema v rimski Siriji, ki je branil regijo predvsem pred Perzijci. Mesto je imelo površino 12 hektarjev, masivno obzidje in citadelo na vrhu hriba. Do zdaj so bili izkopani ostanki dveh cerkva, javno kopališče in dve ulici. Vse omenjene zgradbe so iz obdobja bizantinskega cesarja Justinijana I., ki je mesto utrdil v 6. stoletju. 

## Zgodovina

### Antika
Po Astourju je bilo mesto v arhivih Eble omenjeno že v 24. stoletju pr. n. št. Takrat se je imenovalo Halabit. Naselje na nasprotnem bregu Evfrata se je verjetno imenovalo Šalbatu. Zalabija je na seznamu mest, ki so plačevala davek Ebli, omenjena kot najbolj južno mesto. To bi lahko pomenilo, da je bila trdnjava na južni meji Eblaitskega kraljestva na meji z njegovim rivalom Marijem. V novoasirskih virih se pojavlja krajevno ime Birtu, ki bi lahko bilo sopomenka za Birto iz klasičnega obdobja. Če je to res, je bila Birta naseljena tudi v novoasirskem obdobju (934–608 pr. n. št.).
Halabija je svoj razcvet doživela v rimskem in bizantinskem obdobju. Pred vključitvijo mesta v Palmirsko cesarstvo je bila rimsko garnizonsko mesto, znano kot Birta. Palmira je Birto zasedla v 3. stoletju n. št. zaradi njene strateške lege na mestu, kjer se Evfrat zelo zoži. Po Prokopiju se je po palmirski kraljici Zenobiji (vladala 267–272) preimenovala v Zenobijo. Mesto so leta 373 zasedli Rimljani med vojno, v kateri je Palmira poskušala doseči svojo neodvisnost. Trdnjavo je verjetno obnovil cesar Dioklecijan (vladal 284–305), ki je poskušal utrditi Limes Arabicus severno od Palmire, in ponovno Anastazij I. (vladal 491–518). Sasanidski perzijski cesar Kozrav I. (vladal 531-579) je leta 540 poskušal osvojiti trdnjavo, vendar mu to ni uspelo. Po njegovem poskusu je Zenobijo dodatno utrdil cesar Justinijan I. (vladal  527–565) pod nadzorom arhitektov Izidorja Mlajšega, nečaka Izidorja Miletskega, in Ivana iz Bizanca. Najstarejši opis Zenobije je v Prokopijevem delu De Aedificiis (O zgradbah), iz 6. stoletja.  Arheološke raziskave so pokazale, da je bil Prokopijev opis zelo natančen in kaže, da jo je opisal med svojimi osebnimi opazovanji. Leta 610 je trdnjavo med bizantinsko-sasanidsko vojno (602–628) osvojil sasanidski general Šarbaraz. Trdnjava je bila zatem postopoma opuščena.
Zdi se, da je bila Halabija tudi škofija, sufragan Sergiopolisa. Na napisih je dokazan škof Lucijan.
Po muslimanski zasedbi severne Mezopotamije ni bilo več nobene potrebe po vzdrževanju nekoč dobro branjene meje na Evfratu. Mestna citadela je še naprej služila za nadziranje gibanja ob srednjem Evfratu in bila zato temeljito preurejena.

### Novejša zgodovina
Halabija vzbuja pozornost evropskih popotnikov in učenjakov že od sredine 19. stoletja. V 30. letih dvajsetega stoletja je najdišče fotografiral francoski pionir zračne arheologije Antoine Poidebard.
Leta 1944 in 1945 je najdišče raziskoval francoski arheolog Jean Lauffray, ki je narisal zemljevide in preučil obzidje in javne zgradbe. Leta 1945 so raziskave prekinili nemiri med beduinskimi delavci. Tujci iz raziskovalne skupine so se umaknili v Alep.
Nekaj rezultatov Lauffrayevih raziskav so potrdile raziskave leta 1987. Raziskave je leta 2006 nadaljevala mešana skupina sirskih in francoskih znanstvenikov na iniciativo sirskega Generalnega direktorata za starine in muzeje in Univerze Paula Valéryja v Montpellierju v  Franciji. Raziskovalce je vodila Sylvie Blétry. Raziskave so potekale tri sezone od leta 2007 do 2009. Narisani so bili novi zemljevidi javnih zgradb in obzidja, raziskovati pa se je začel tudi stanovanjski del mesta. V sezoni 2009 je bil narejen zemljevid nekropole, kjer je bilo odkritih več kot sto novih grobov.

## Opis
Halabija se nahaja na desnem bregu Evfrata 45 kilometrov gorvodno od Deir ez-Zorja na strateški lokaciji, kjer izdanki bazalta stisnejo rečno korito v ozko sotesko. Okoliški prebivalci izdanke imenujejo al-khanuqa ali "davilec". 
Vidni ostanki naselja so večinoma iz bizantinskega obdobja. Masivno obzidje obdaja površino okoli 12 hektarjev. Severni in južni del obzidja sta dobro ohranjena, od drugih delov pa so vidni samo ostanki. Obzidje je bilo visoko 8 do 15 metrov. Vzhodni del obzidja je branil mesto tudi pred poplavami. V njem so bila tri mestna vrata. V severnem delu obzidja so bila ena vrata in pet obrambnih stolpov. Na pobočju hriba je stal pretorij, masivna trinadstropna zgradba, naslonjena na  obzidje, ki je služila kot vojašnica. V južnem obzidju je bilo deset kvadratnih dvonadstropnih stolpov in vrata.
Citadela, dolga 45 metrov in široka 20 metrov je stala na vrhu kamnitega hriba. Sestavljena je bila iz dveh delov: mnogokotnega obzidja s stolpi in masivne pravokotne zgradbe, podobne pretoriju. V obeh zgradbah so vidni rimski, bizantinski in arabski elementi.
Mesto je bilo razdeljeno v četrti, ki sta jih delili ulici v smeri sever-jug in vzhod-zahod. Severozahodno od križišča teh ulic je bil forum, severovzhodno pa kompleks javnega kopališča. V mestu sta bili dve cerkvi. Večja je bila zgrajena v obdobju cesarja Justinijana I., manjša pa malo prej.
Pokopališče je bilo ob Evfratu severno od mesta. Na njem so bile razen običajnih grobov tudi v skalo vklesane grobnice. Slednje so iz poznega rimskega obdobja in lažejo na močan kulturni vpliv Palmire. Drugo pokopališče je bilo južno od mesta.
Mestne zgradbe so porušili predvsem potresi, masivne utrdbe pa so ostale večinoma  nedotaknjene. Ostankom grozi predvidena gradnja jezu na Evfratu, zato se sirijska vlada in  UNESCO trudita zmanjšati vpliv gradnje na ostanke starega mesta.

## Cerkvena zgodovina
Zenobija je bila v poznorimski provinci Syria Euphratensis Secunda dovolj pomembna, da je postala sufragan nadškofije in metropolije Sergiopolis. V islamskem obdobju je ugasnila. Dieceza je bil ponovno ustanovljena leta 1933 kot latinska katoliška naslovna škofija Zenobija. Naslovni sedež je bil zaseden do leta 2010.

## Vir
- Butcher, Kevin; Nicholson, Oliver (2018). "Zenobia (mod. Halebiye, Syria)". V Nicholson, Oliver (ur.). The Oxford Dictionary of Late Antiquity. Oxford: Oxford University Press. ISBN 978-0-19-866277-8.